# Diga di Mursal
La diga di Mursal è una diga della Turchia. Si trova nella provincia di Sivas.